# فرودگاه بین‌المللی ترایان وویا
فرودگاه بین‌المللی ترایان وویا (به انگلیسی: Traian Vuia International Airport) (به زبان بومی: Aeroportul Internaţional Timişoara Traian Vuia) یک فرودگاه همگانی مسافربری با کد یاتا TSR است که یک باند فرود بتن، آسفالت دارد و طول باند آن ۳۵۰۰ متر است. این فرودگاه در شهر تیمیشوآرا کشور رومانی قرار دارد .